# Allaire
Allaire é uma comuna francesa na região administrativa da Bretanha, no departamento Morbihan. Estende-se por uma área de 41,53 km². Em 2010 a comuna tinha 3 993 habitantes (densidade: 95,7 hab./km²).